# Skandinavski poluotok
Skandinavski poluotok je geografska regija u sjevernoj Europi. Sastoji se od Norveške, Švedske i djela sjeverne Finske. 
Naziv poluotoka potječe od pojma Skandinavija, kulturne regije koju čine Danska, Norveška i Švedska. Taj kulturni naziv, pak, potječe od imena Skåne (Skanije), regije na južnom kraju poluotoka, koja je stoljećima bila dio Danske – domovine Danaca – a danas pripada Švedskoj.
Skandinavski poluotok najveći je poluotok u Europi, s većom površinom od Balkanskog, Pirenejskog i Apeninskog poluotoka. Tijekom ledenih doba, razina Atlantskog oceana toliko je pala da su Baltičko more, Botnički zaljev i Finski zaljev nestali, pa su zemlje koje ih danas okružuju – uključujući Njemačku, Poljsku, baltičke zemlje i Skandinaviju – bile izravno povezane kopnom.

## Zemljopis
Skandinavski poluotok je najveći poluotok u Europi. To je oko 1.850 km dug, i oko 370-805 km širok poluotok.
Granice između Norveške i Švedske, općenito definira Skandinavsko gorje. Skandinavski poluotok okružen je s nekoliko vodenih cjelina:
- Baltičko more (uključujući Botnički zaljev) na istoku, s autonomnim Ålandski otocima, između Švedske i Finske, te Gotlanda.
- Sjeverno more (uključujući Kattegat i Skagerrak) na zapadu i jugozapadu.
- Norveško more na zapadu
- Barentsovo more na sjeveru

Najviši vrh Skandinavskog poluotoka je bio Glittertind, u Norveškoj, čija je visina 2.470 m nadmorske visine. No, s obzirom na ledenjak koji je djelomično rastopljen, najviša razina je na 2.469 m, na Galdhøpiggenu, također u Norveškoj. Tamo je i Jostedalsbreen, najveći ledenjak kontinentalne Europe. Oko jedna četvrtina Skandinavskog poluotoka nalazi se sjeverno od Arktičkog kruga, s najsjevernijom točkom na rtu Nordkap. Cijeli Skandinavski poluotok bogat je drvom, željezom, bakrom i ostalim rudama. Najbolja poljoprivredna zemljišta nalaze se na jugu Švedske. Veliki izvori nafte i prirodnog plina nalaze se izvan norveške obale u Sjeverno more i Atlantski ocean.
Veliki dio stanovništva Skandinavskog poluotoka živi u gradovima na južnom dijelu poluotoka, kako u Stockholmu i Göteborgu, u Švedskoj, tako i u Oslu, u Norveškoj.

## Geologija
Skandinavski poluotok zauzima dio Baltičkog štita, stabilnog i velikog dijela Zemljine kore, sastavljenog od vrlo starih metamorfnih stijena. Većina tla koje je pokrivalo ovu podlogu bilo je sastrugano tijekom ledenih doba u prošlosti, osobito u sjevernoj Skandinaviji, gdje je Baltički štit najbliže površini zemlje. Kao posljedica tog erozivnog procesa, uz visoku nadmorsku visinu i hladnu klimu, samo mali postotak zemljišta na poluotoku je pogodan za poljoprivredu.
Glacijacija tijekom ledenih doba dodatno je produbila mnoge riječne doline, koje su nakon otapanja leda bile preplavljene morem, stvarajući tako poznate fjordove Norveške. U južnom dijelu poluotoka ledenjaci su nataložili velike količine morena, oblikujući vrlo kaotičan krajolik. Ove morene prekrivale su cijelo područje današnje Danske.
Iako je Baltički štit geološki uglavnom stabilan i otporan na utjecaje susjednih tektonskih formacija, težina ledenog pokrova, koji je tijekom ledenih doba dosezao gotovo četiri kilometra debljine, uzrokovala je potonuće cijelog skandinavskog tla. Nakon povlačenja ledenog pokrova, štit se ponovno počeo uzdizati, a taj proces i danas traje brzinom od oko jednog metra po stoljeću. Suprotno tome, južni dijelovi Skandinavije tonu kako bi se nadoknadile tektonske promjene, što je dovelo do djelomičnog potapanja Niskih Zemalja i Danske.
Podloga tla i odsutnost zemlje na mnogim mjestima otkrile su značajne naslage metalnih ruda, uključujući željezo, bakar, nikal, cink, srebro i zlato. Među njima su najvrjednije bile naslage željezne rude na sjeverozapadu Švedske. Tijekom 19. stoljeća te su naslage potaknule izgradnju željezničke pruge od sjeverozapadne Švedske do norveške luke Narvik, kako bi se željezna ruda mogla izvoziti brodovima u južnu Švedsku, Njemačku, Veliku Britaniju i Belgiju na daljnju preradu u željezo i čelik. Ova željeznička pruga prolazi kroz regiju Norveške i Švedske koja, zbog izrazito nepristupačnog terena, planina i fjordova, inače nema razvijenu željezničku mrežu.

## Vanjske poveznice
|  | Zajednički poslužitelj ima još gradiva o temi Skandinavski poluotok |